# Heinrich Johann Otto König
Heinrich Johann Otto König (* 3. März 1748 in Marburg; † 11. Februar 1820 in Halle (Saale)) war ein deutscher Rechtswissenschaftler. König war ab 1772 Professor der Rechte an der Universität Halle.

## Leben
Heinrich Johann Otto war der Sohn des Juristen Johann Carl König († 1753). Sein Vater war königlich preußischer Hofrat und seit 1750 Professor für Staatsrecht an der Halleschen Universität. Er besuchte zunächst die Schule der Franckeschen Stiftungen und begann ab 1765 ein Studium der Jurisprudenz in Halle. Einer seiner Professoren war sein Stiefvater Johann Tobias Carrach, dessen Tochter er später heiratete. König war auch kurzzeitig Hofmeister von zwei jungen Herren von Jeetze.
1771 promovierte er in Halle mit der Dissertation De vicissitudinibus iuris Romani circa donationes inter virum et uxorem. Bereits ein Jahr später wurde König außerordentlicher Professor und  1773 Beisitzer des Schöppenstuhls in Halle. 1788 wurde er zum ordentlichen Professor und Beisitzer der juristischen Fakultät an der Universität Halle ernannt. König schrieb ein Werk über Leben und Schriften seines Stiefvaters Johann Tobias Carrach und gab selbst einige Werke von ihm heraus. Unter seiner Herausgeberschaft erschien auch Opuscala von Johann Salomon Brunnquell. Bekannt ist er hauptsächlich durch sein zweibändiges Lehrbuch der allgemeinen juristischen Literatur das ab 1785 erschien. 1803 veröffentlichte er einen Grundriß des Kirchenrechts der Katholiken und Protestanten in Deutschland sowie 1807 den Grundriß des deutschen Staats- und Völkerrechts mit Beziehung auf Pütter’s Institutionen und Leist’s Lehrbuch des Völkerrechts.
Heinrich Johann Otto König starb am 11. Februar 1820, im Alter von 71 Jahren, in Halle. Er wurde am 14. Februar 1820 auf dem halleschen Stadtgottesacker bestattet, sein Grab befindet sich im Gruftbogen Nr. 25.

## Werke
- Grundriß des deutschen Staats- und Völkerrechts mit Beziehung auf Pütter’s Institutionen und Leist’s Lehrbuch des Völkerrechts. Halle 1807.
- Grundriß des Kirchenrechts der Katholiken und Protestanten in Deutschland. Halle 1803.
- Examen communis doctrinae de delictis exceptis. Halle 1800.
- Lehrbuch der allgemeinen juristischen Litteratur. 2 Bände, Verlag des Waysenhauses, Halle 1785.
- Besondere Vorbereitung zu der gemeinen in Teutschland üblichen Privatrechtsgelehrsamkeit. Halle 1783.
- Dissertatio iuridica quam diu valeat testamentum militare? Halle 1780.
- Johann Tobias Carrachs Rechtliche Urtheile und Gutachten in peinlichen Sachen. (Hrsg.) Halle 1775.
- Utrum usurae veniant in condictionem indebiti? Hendel, Halle 1774.
- Dissertatio iuris criminalis de experimento pulmonum natantium et submergentium. Curtius, Halle 1772.
- De vicissitudinibus iuris Romani circa donationes inter virum et uxorem. Curtius, Halle 1771.
- Johann Salomon Brunquelli – Opuscula ad historiam et iurisprudentiam spectantia. (Hrsg.) Hendel, Halle / Magdeburg.